# Napoletana. Antologia cronologica della canzone partenopea - Quinto volume (dal 1897 al 1909)
Napoletana. Antologia cronologica della canzone partenopea - Quinto volume (dal 1897 al 1909) è un album 33 giri del cantante Roberto Murolo pubblicato nel 1964.

## Tracce

### Lato A
1. Serenata napulitana
2. 'O sole mio
3. Maria Marì
4. I' te vurria vasà
5. Uocchie c'arraggiunate
6. Pusilleco addiruso

### Lato B
1. Torna a Surriento
2. Voce 'e notte
3. Nu barcone
4. Tarantellucia
5. Nuttata 'e sentimento
6. Palomma 'e notte
7. Suspiranno